# عباسیه (مصر)
عباسیا (به عربی: العباسیة) در مصر است که در استان قاهره واقع شده‌است.